# جلاد ثاقب مكتسب
الجلاد الثاقب المكتسب (بالإنجليزية: Acquired perforating dermatosis) أو الداء الكولاجيني الثاقب المكتسب بالانجليزبة: Acquired perforating collagenosis
هو مرض جلدي يتشابه سرسرياً وفي باثولوجيا الأنسجة مع مرض التهاب الجريبات الثاقب، ويصاحبه أيضاً فشل كلوي مزمن و أو السكري ولكنه ليس مماثلاً لداء كيرل.:1462